# Горно-Чуйский
Го́рно-Чу́йский — упразднённый посёлок городского типа в Мамско-Чуйском районе Иркутской области России. Образовывал Горно-Чуйское городское поселение. Упразднён в ноябре 2019 года

## География
Расположен в пределах Северо-Байкальского нагорья, на правом берегу реки Большая Чуя, в 150 км к юго-западу от рабочего посёлка Мама.

## История
Статус посёлка городского типа с 1952 года.
После распада СССР из посёлка начался отток населения.
В связи с неперспективностью жизни в отдалённых посёлках Мамско-Чуйского района в 2015 году в Иркутской области были приняты законы, предусматривающие переселение жителей посёлков Горно-Чуйский и Согдиондон (ранее были переселены жители посёлка Слюдянка). В 2015 году  началось переселение посёлка Горно-Чуйский, в 2016 году — посёлка Согдиондон.

## Население
| 1959 | 1970  | 1979  | 1989  | 2002 | 2009 | 2010 |
| ---- | ----- | ----- | ----- | ---- | ---- | ---- |
| 3979 | ↗4610 | ↘2546 | ↘2114 | ↘621 | ↘545 | ↘276 |
| 2011 | 2012  | 2013  | 2014  | 2015 | 2016 | 2017 |
| ↘266 | ↘238  | ↘217  | ↘206  | ↘197 | ↘168 | ↘60  |
| 2020 |       |       |       |      |      |      |
| ↘0   |       |       |       |      |      |      |